# Mirage (álbum de Armin van Buuren)
| Críticas profissionais | Críticas profissionais |
| Avaliações da crítica  | Avaliações da crítica  |
| Fonte                  | Avaliação              |
| ---------------------- | ---------------------- |
| All Music Guide        | [ 1 ]                  |

Mirage é o quarto álbum de estúdio  de trance do DJ e produtor Armin van Buuren. Foi lançado em 10 de setembro de 2010, e foi precedido pelo lançamento do seu primeiro single , "Full Focus" em 24 de junho do mesmo ano. O álbum conta com colaborações dos ingleses Sophie Ellis-Bextor e Christian Burns, da cantora e compositora líbio-paquistanesa Nadia Ali, do produtor estadunidense de música eletrônica BT, do produtor holandês de trance Ferry Corsten, e de Adam Young, do Owl City.
O álbum alcançou a terceira posição na Holanda, e 113ª posição no Reino Unido. Nos Estados Unidos, alcançou a 148ª posição na Billboard 200, aparecendo também na seção Dance/Electronic Albums na quinta posição.

## Faixas
| N.º | Título                                            | Duração |  |
| 1.  | "Desiderium 207" (feat. Susana)                   | 2:08    |  |
| 2.  | "Mirage"                                          | 6:41    |  |
| 3.  | "This Light Between Us" (feat. Christian Burns)   | 5:09    |  |
| 4.  | "Not Giving Up on Love" (vs. Sophie Ellis-Bextor) | 2:53    |  |
| 5.  | "I Don't Own You"                                 | 6:45    |  |
| 6.  | "Full Focus"                                      | 4:41    |  |
| 7.  | "Take a Moment" (feat. Winter Kills)              | 5:02    |  |
| 8.  | "Feels So Good" (feat. Nadia Ali)                 | 3:58    |  |
| 9.  | "Virtual Friend" (feat. Sophie)                   | 7:11    |  |
| 10. | "Drowning" (feat. Laura V)                        | 2:44    |  |
| 11. | "Down to Love" (featuring Ana Criado)             | 4:15    |  |
| 12. | "Coming Home"                                     | 6:20    |  |
| 13. | "These Silent Hearts" (feat. BT)                  | 5:48    |  |
| 14. | "Orbion"                                          | 5:17    |  |
| 15. | "Minack" (vs. Ferry Corsten)                      | 6:43    |  |
| 16. | "Youtopia" (feat. Adam Young)                     | 3:59    |  |

| iTunes bonus tracks |                                              |         |  |
| N.º                 | Título                                       | Duração |  |
| 17.                 | "Breathe in Deep" (feat. Fiora)              | 6:10    |  |
| 18.                 | "Take Me Where I Wanna Go" (feat. VanVelzen) | 7:21    |  |
| 19.                 | "I Surrender"                                | 8:06    |  |
| 20.                 | "Love Too Hard"                              | 7:18    |  |
| 21.                 | "Virtual Friend (Acoustic Mix)"              | 3:55    |  |

### Edição de Luxo
| Disco 2 |                                                   |         |  |
| N.º     | Título                                            | Duração |  |
| 1.      | "Breathe in Deep" (feat. Fiora)                   | 6:10    |  |
| 2.      | "Take Me Where I Wanna Go" (feat. VanVelzen)      | 7:21    |  |
| 3.      | "I Surrender" (feat. Cathy Burton)                | 8:06    |  |
| 4.      | "Love Too Hard" (feat. Jessie Morgan)             | 7:18    |  |
| 5.      | "Virtual Friend (Acoustic Mix)" (feat. Sophie)    | 3:55    |  |
| 6.      | "Neon Hero" (feat. Christian Burns e Bagga Bownz) | 8:21    |  |

| Disco 3 |                                                                     |         |  |
| N.º     | Título                                                              | Duração |  |
| 1.      | "Desiderium 207" (feat. Susana) (Leon Bolier Peaktime Remix)        | 6:50    |  |
| 2.      | "Mirage" (Dennis Shepherd Remix)                                    | 6:22    |  |
| 3.      | "Youtopia" (feat. Adam Young) (Michael Woods Remix)                 | 7:29    |  |
| 4.      | "Full Focus" (Chris Schweizer Mix)                                  | 7:46    |  |
| 5.      | "Breathe in Deep" (feat. Fiora) (The Blizzard Remix)                | 7:29    |  |
| 6.      | "Who's Watching" (feat. Nadia Ali) (Mike Shiver's Garden State Mix) | 7:43    |  |
| 7.      | "Rain" (feat. Cathy Burton) (Maor Levi Remix)                       | 8:44    |  |
| 8.      | "Touch Me" (por Rising Star (Sebastian Brandt Remix)                | 7:19    |  |
| 9.      | "Blue Fear" (Orjan Nilsen Mix)                                      | 8:05    |  |
| 10.     | "Use Somebody" (por Laura Jansen) (Armin van Buuren Rework)         | 8:20    |  |

- A Edição de Luxo inclui um DVD com videoclipes.

## Desempenho nas tabelas musicais
| Tabela musical (2010)                    | Melhor posição |
| ---------------------------------------- | -------------- |
| Alemanha - Media Control Charts          | 42             |
| Bélgica - Ultratop (Flandres)            | 10             |
| Bélgica - Ultratop (Valônia)             | 58             |
| Estados Unidos - Billboard 200           | 148            |
| Estados Unidos - Dance/Electronic Albums | 5              |
| México - AMPROFON                        | 12             |
| Países Baixos - MegaCharts               | 3              |
| Reino Unido - UK Albums Chart            | 113            |
| Rússia - Russian Music Charts            | 2              |